# Avatar: The Last Airbender - Into the Inferno
Avatar: The Last Airbender - Into the Inferno (conosciuto come Avatar: The Legend of Aang - Into the Inferno in Europa) è un videogioco basato sulla serie animata targata Nickelodeon Avatar - La leggenda di Aang. Come i precedenti due giochi ambientati nella prima e nella seconda stagione, l'ambientazione del gioco si basa sulla terza e ultima stagione dello show. La versione Wii è statauscita il 13 ottobre 2008 in Nord America e il 1º novembre 2008 nel Regno Unito. È disponibile anche una versione per PS2 che è uscita il 31 ottobre 2008 nel Regno Unito.

## Modalità di gioco
Gli stili di gioco variano su piattaforme diverse. Nella versione per Nintendo DS, i personaggi hanno teste molto grandi, dando al gioco una sensazione da cartone animato. L'abilità del ponte di ghiaccio di Katara torna dai giochi precedenti. Il boomerang di Sokka è usato per disintegrare oggetti fuori portata o per risolvere enigmi; il giocatore disegna un percorso per il boomerang da seguire. Toph può dominare piccole piattaforme per superare i dirupi mentre Aang può compiere turbine per cambiare le direzioni degli oggetti.
Le versioni per Nintendo Wii e Sony PlayStation 2 offrono un modo completamente diverso di giocare. Sfere di fuoco, sassi e acqua possono essere raccolti tenendo premuto il pulsante B e guidati usando il controller principale (telecomando Wii su Nintendo Wii) a condizione che ci sia una sorgente vicina. Aang può formare una sfera di forti venti (canonicamente chiamata "palla d'aria") per abbattere gli ostacoli e spazzare via gli oggetti facendo un cerchio con il controllore primario. Toph può sollevare la terra e gettarla, estrarre la terra dai muri e sollevarla per costruire pilastri. Katara può dominare l'acqua per spegnere gli incendi e bloccarla in un blocco scuotendo il controller secondario (Nunchuk su Nintendo Wii). Il ghiaccio può anche essere estratto da cascate e pilastri di ghiaccio possono essere fatti. Zuko può dominare il fuoco e bruciare le cose. Sokka lancia il suo boomerang quando viene premuto il pulsante B. Aang è unico, in quanto canonicamente può dominare tutti e quattro gli elementi, ma combatte solo usando il dominio dell'aria.

## Accoglienza
Il gioco ha ricevuto recensioni miste. GameRankings ha attribuito al gioco 68.14 per il Nintendo DS, 63% per WII e 47.25% per PS2. Metacritic ha assegnato 65/100 per DS 53/100 per WII e 48/100 per PS2. IGN ha assegnato un 5.8 su 10 per il Nintendo DS e 5/10 per PS2/WII.